# 缅因州东部沿海地区号列车
缅因州东部沿海地区号列车（英語：Downeaster）是美国一条中短途城际旅客列车线路，途径缅因州东部沿海地区、新罕布什尔州、马萨诸塞州，因途径缅因州东部沿海地区而得名。该线路由美铁运营，由新英格兰北部客运铁路管理局（Northern New England Passenger Rail Authority）管理。 线路南起位于马萨诸塞州波士顿的波士顿北站，经新罕布什尔州，北至位于缅因州不伦瑞克的不伦瑞克缅因街车站。全长145英里（233千米），共设12站。
2018年，缅因州东部沿海地区号列车客流量为551,038人次，车票收入1020万美元。

## 现时停靠站
| 停靠站                      | 里程    | 停靠站所在州 |
| --------------------------- | ------- | ------------ |
| 波士顿北站                  | 0英里   | 马萨诸塞州   |
| 波士顿北站                  | 0千米   | 马萨诸塞州   |
| 安德森区域交通中心          | 13英里  | 马萨诸塞州   |
| 安德森区域交通中心          | 21千米  | 马萨诸塞州   |
| 黑弗里尔站                  | 34英里  | 马萨诸塞州   |
| 黑弗里尔站                  | 55千米  | 马萨诸塞州   |
| 埃克塞特站                  | 51英里  | 新罕布什尔州 |
| 埃克塞特站                  | 82千米  | 新罕布什尔州 |
| 达勒姆新罕布什尔大学站      | 62英里  | 新罕布什尔州 |
| 达勒姆新罕布什尔大学站      | 100千米 | 新罕布什尔州 |
| 多佛交通中心                | 68英里  | 新罕布什尔州 |
| 多佛交通中心                | 109千米 | 新罕布什尔州 |
| 韦尔斯区域交通中心          | 84英里  | 缅因州       |
| 韦尔斯区域交通中心          | 135千米 | 缅因州       |
| 索科区域交通中心            | 100英里 | 缅因州       |
| 索科区域交通中心            | 161千米 | 缅因州       |
| 旧果园海滩站 （季节性停靠） | 104英里 | 缅因州       |
| 旧果园海滩站 （季节性停靠） | 167千米 | 缅因州       |
| 波特兰交通中心              | 116英里 | 缅因州       |
| 波特兰交通中心              | 187千米 | 缅因州       |
| 自由港站                    | 136英里 | 缅因州       |
| 自由港站                    | 219千米 | 缅因州       |
| 不伦瑞克缅因街车站          | 145英里 | 缅因州       |
| 不伦瑞克缅因街车站          | 233千米 | 缅因州       |